# Gunnar Westman

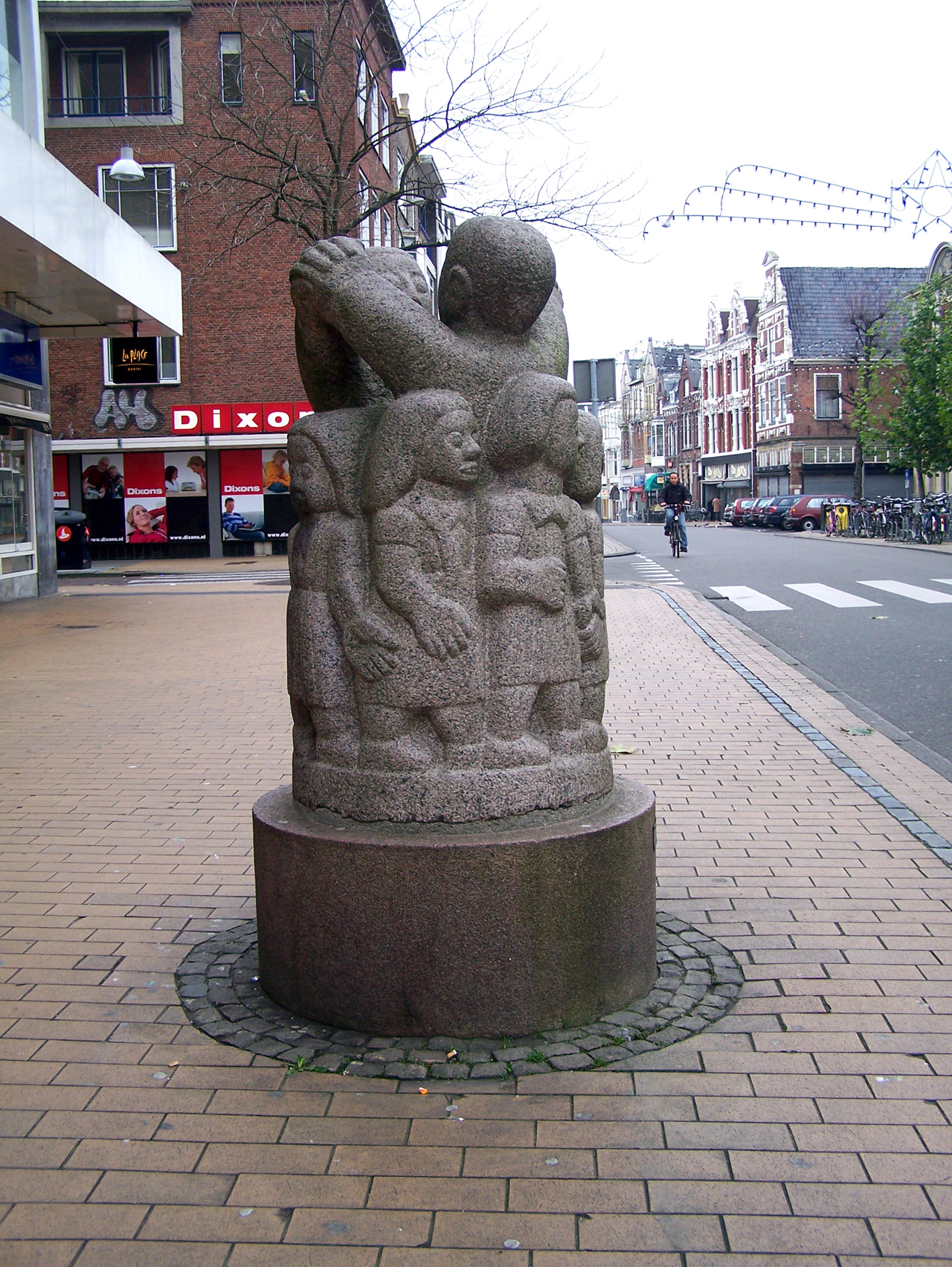
Bro, bro, brille (1958) in de Oude Ebbingestraat te Groningen

Gunnar Millet Westman (Frederiksberg, 11 februari 1915 – ?, 11 april 1985) was een Deense beeldhouwer.
Westman was een zoon van kunstschilder Emil Gustaf Westman (1894-1934). Westman volgde een opleiding aan The Royal Academy of fine Arts (1936) en een opleiding tot zilversmid aan de Koninklijke Academie, in Kopenhagen (1938-1942).
Westman trouwde in 1942 met grafiekkunstenares Karen Marie Eppenstein (1916-1970). Hun kinderen erfden de artistieke talenten van hun ouders: zoon Bror (1943) werd beeldhouwer en dochter Inge Lise (1945) werd beeldhouwster, graficus en schilderes.

## Werk
In Westmans beeldhouwwerk keert geregeld de vogel terug als motief, vaak in gestileerde naturalistische vorm. Zijn beelden werden veelal uitgevoerd in graniet of keramiek. Werk van Westman is te vinden in bijvoorbeeld het park Tivoli en op andere plaatsen in Denemarken.
In 1955 nam Westman deel aan een tentoonstelling van Deense beeldhouwkunst in het Stadspark van Groningen. De directie van Vroom & Dreesmann maakte hier kennis met zijn werk en kocht het beeld Bro, bro, brille van hem. Dit beeld werd ter gelegenheid van de opening van de nieuwe V&D-vestiging aan de Grote Markt in 1958 aangeboden aan de burgers van Groningen. Bro, bro, brille is gebaseerd op een kinderspelletje. Het Louisiana Museum in Humlebæk heeft een aantal werken van Westman in de vaste collectie, waaronder een 55 cm hoog model van Bro, bro, brille.
Westman was lid van de kunstenaarsgroep ‘Grønningen’ sinds 1946. Hij ontving de Carlsons-prijs (1948), de Eckersberg-medaille (1967) en de Thorvaldsen-medaille (1975).